# Michałków (rejon czortkowski)
Michałków  (ukr. Михалків) – wieś na Ukrainie w rejonie czortkowskim należącym do obwodu tarnopolskiego.
Do 2020 w rejonie borszczowskim.